# Joe Ruby
Pour les articles homonymes, voir Ruby (homonymie).
Joseph Clemens Ruby, dit Joe Ruby, est un animateur, monteur, scénariste et producteur de télévision américain né le 30 mars 1933 à Los Angeles en Californie et mort le 26 août 2020 à Westlake Village en Californie. Il est également le cocréateur de la société de production Ruby-Spears Productions, aux côtés de Ken Spears.

## Biographie
Joe Ruby commence sa carrière chez Walt Disney Productions en tant qu’intervalliste, puis monteur. 
Il rejoint ensuite le studio Hanna-Barbera Productions, où il rencontre Ken Spears. Les deux hommes s'associent pour devenir scénaristes,.
Pour Hanna-Barbera Productions, avec Ken Spears, il crée les séries d'animation Scooby-Doo et Mantalo.
En 1977, avec toujours Ken Spears, il fonde leur propre studio Ruby-Spears Productions  dans lequel ils produisent des séries d'animation telles qu’Arok le barbare, Mister T. et Alvin et les Chipmunks entre autres.
Il meurt le 26 août 2020 à l'age 87 ans à la suite de complications liées à une chute.